# 구와노역
구와노역(일본어: 桑野駅 くわのえき[*])은 일본 도쿠시마현 아난시에 위치한 시코쿠 여객철도 무기 선의 철도역이다. 역 번호는 M15이며, 상대식 승강장 2면 2선의 구조를 갖춘 지상역이다.

## 이용 현황
| 연도     | 이용 인원 | 연도     | 이용 인원 |
| 1995년도 | 225       | 2003년도 | 139       |
| 1996년도 | 218       | 2004년도 | 117       |
| 1997년도 | 202       | 2005년도 | 120       |
| 1998년도 | 202       | 2006년도 | 109       |
| 1999년도 | 183       | 2007년도 | 101       |
| 2000년도 | 169       | 2008년도 | 106       |
| 2001년도 | 157       | 2009년도 | 100       |
| 2002년도 | 136       |          |           |
| -------- | --------- | -------- | --------- |

## 역 주변
- 국도 제195호선

## 역사
- 1936년 3월 27일 : 개업.
- 1987년 4월 1일 : 일본국유철도 분할 민영화에 의해, 시코쿠 여객철도가 승계.
- 2001년 10월 1일 : 특급 열차가 전체 정차하게 되다. 그 이전엔, 일부만이 정차하였다.
- 2010년 9월 1일 : 무인화.

## 인접 역
| 시코쿠 여객철도 무기 선         | 시코쿠 여객철도 무기 선 | 시코쿠 여객철도 무기 선   |
| ------------------------------- | ----------------------- | ------------------------- |
| M 12 아난 도쿠시마 방면         | 특급 '무로토'           | 유키 M 18 가이후 방면     |
| M 14 아와타치바나 도쿠시마 방면 | 보통                    | 아라타노 M 16 가이후 방면 |